# Hori I (gran sacerdote di Ptah)
| G5 | i | A1 |

| G5 | i | A1 |

Hori (....-...., Tebe o Menfi) era un figlio di Kaemuaset, a sua volta figlio di Ramses II. 
Fu grande sacerdote di Ptah, probabilmente nella città di Menfi e "Il più grande dei direttori degli operai". 
È stato sepolto in una tomba nella Necropoli di Saqqara, la cui ubicazione non è nota. Ebbe un figlio, Hori II che ebbe la sua stessa carica e una figlia, Isinofret, che forse fu Grande Sposa Reale di Merenptah.